# Estación de Lamarosa
La Estación Ferroviaria de Lamarosa, igualmente conocida como Estación de Lamarosa, es una plataforma de la línea del Norte, que sirve a parroquias de Olaia, en el ayuntamiento de Torres Novas, en Portugal.

## Descripción

### Localización y accesos
El acceso a esta plataforma es realizado por la Avenida de la Estación, en la localidad de Lamarosa.

### Vías y plataformas
En enero de 2011, presentaba cuatro vías de circulación, con longitudes entre los 149 y 810 metros; las plataformas tenían 220 y 145 metros de extensión, y 90 centímetros de altura.

## Historia

### SigloXX
En 1926, el Gobierno autorizó el plan de la Compañía de los Caminhos de Ferro Portugueses para la ampliación de esta plataforma, de forma que se convirtiese en la estación de enlace con el Ramal de Tomar, que se encontraba en construcción en aquel momento.

### SigloXXI
En enero de 2011, se planificó la realización de obras de mantenimiento de catenaria, en esta estación, en el primer trimestre de 2012.